# Herkimer
Herkimer és una vila i seu del Comtat de Herkimer a l'Estat de Nova York dels Estats Units d'Amèrica.

## Demografia
Segons el Cens dels Estats Units del 2000 Herkimer tenia 7.498 habitants, 3.184 habitatges, i 1.687 famílies. La densitat de població era de 1.201,2 habitants/km².
Dels 3.184 habitatges en un 23,6% hi vivien nens de menys de 18 anys, en un 36,6% hi vivien parelles casades, en un 11,8% dones solteres, i en un 47% no eren unitats familiars. En el 35,4% dels habitatges hi vivien persones soles el 17,8% de les quals corresponia a persones de 65 anys o més que vivien soles. El nombre mitjà de persones vivint en cada habitatge era de 2,21 i el nombre mitjà de persones que vivien en cada família era de 2,87.
Per edats la població es repartia de la següent manera: un 19,2% tenia menys de 18 anys, un 15,3% entre 18 i 24, un 22,5% entre 25 i 44, un 20,5% de 45 a 60 i un 22,6% 65 anys o més.
L'edat mediana era de 39 anys. Per cada 100 dones de 18 o més anys hi havia 84,9 homes.
La renda mediana per habitatge era de 24.762 $ i la renda mediana per família de 38.892 $. Els homes tenien una renda mediana de 30.266 $ mentre que les dones 19.438 $. La renda per capita de la població era de 16.498 $. Entorn del 8,1% de les famílies i el 14,8% de la població estaven per davall del llindar de pobresa.